# Karsten Jensen
Karsten Linnart Jensen (Nørre Tranders, 10 aprile 1950) è un ex calciatore danese, di ruolo difensore.